# Medina (Washington)

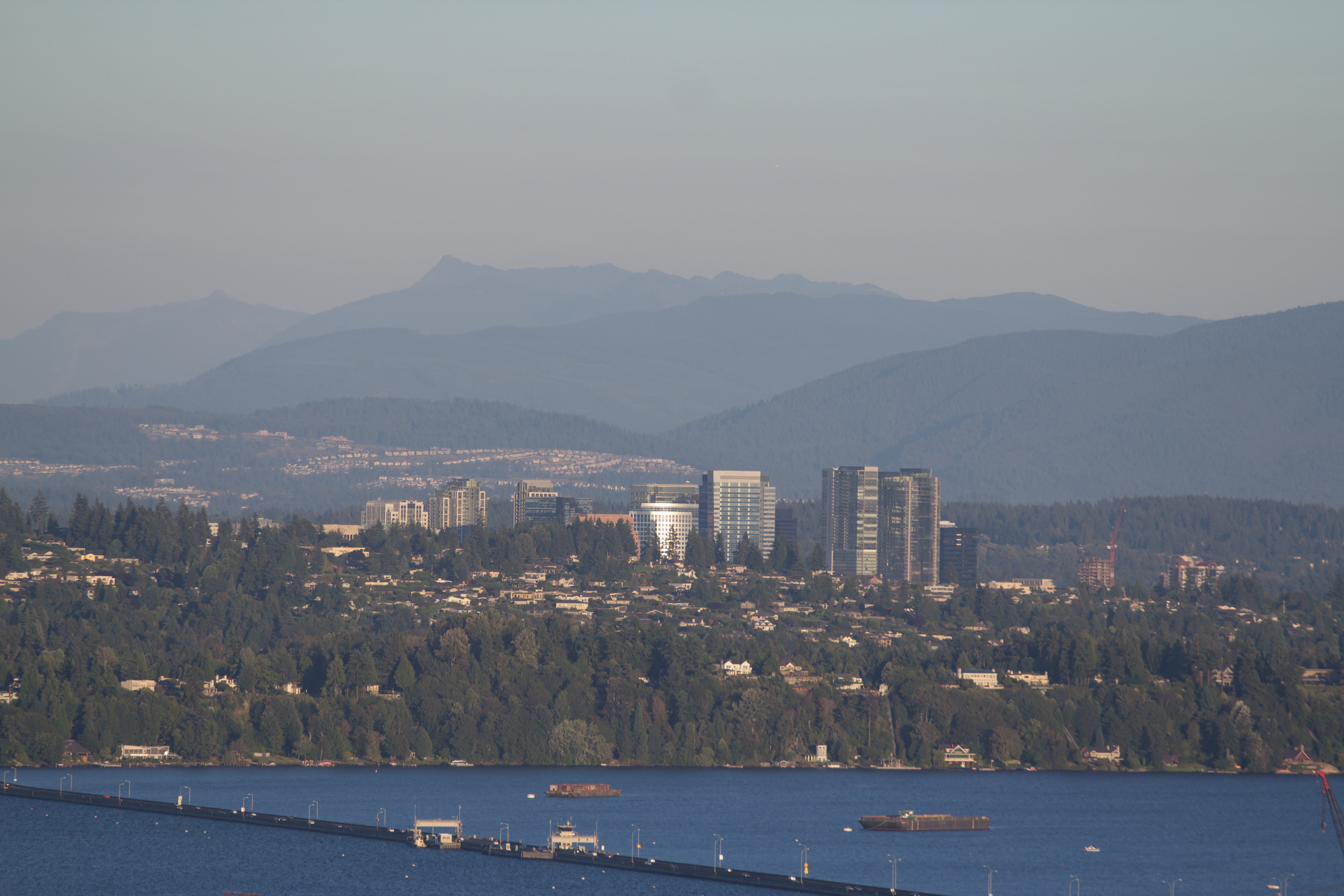
Medina (Washington)

Medina ist eine City im King County im Westen des US-Bundesstaates Washington. Die Stadt liegt am östlichen Ufer des Lake Washington rund 10 Kilometer östlich der Innenstadt Seattles und gehört zu  dessen Metropolregion. Mit der Governor Albert D. Rosellini Bridge—Evergreen Point verband bis 2016 die längste Schwimmbrücke der Welt den Ort über den Lake Washington mit Seattle.
Die rund 3000 Einwohner des von Norden, Westen und Süden von Wasser umgebenen Medinas gelten mit einem durchschnittlichen Pro-Kopf-Einkommen von 81.742 US-Dollar als äußerst vermögend, dementsprechend ist das Stadtbild von vielen vornehmen Häusern und Villen geprägt.

## Berühmte Bewohner
- Jeff Bezos (* 1964), Gründer und CEO von Amazon.com
- Bill Gates (* 1955), Mitgründer von Microsoft
- Melinda Gates (* 1964), dessen Ex-Frau und Mitgründerin der Bill & Melinda Gates Foundation